# Vádudobri
Vádudobri (románul: Vadu Dobrii) falu Romániában, Erdélyben, Hunyad megyében.

## Fekvése
A Ruszka-havas hegységben, hegytetőkön elhelyezkedő szórt település. Határát szűk és mély völgyek szabdalják. Vajdahunyaddal negyven kilométernyi út köti össze, de északról, Roskány felől is megközelíthető.

## Nevének eredete
Román eredetű nevének jelentése '(a) Dobra gázlója'. A névadás motívuma érthetőbb, ha feltételezzük, hogy a hegység más falvaihoz hasonlóan eredetileg Vádudobri is patakvölgyben települt, és csak később húzódott fel a hegytetőre.

## Története
Havasalföldi betelepülők alapították az 1740-es években. Élete 1882-ben változott meg alapvetően, amikor Lónyay Menyhért birtokán a vajdahunyadi vasgyár megkezdte az erdők kivágását és faszénné alakítását. 1882 és 1884 között 30,5 kilométer hosszú, gőzerővel működtetett sodronykötélpálya épült Vajdahunyadig, az erdőmunkásokból pedig a falu mellett egy húsz évig fennálló telep jött létre, amelyben 1898-ban állami (magyar tannyelvű) iskolát is alapítottak. 1904-re erdeit tarra vágták, és a munkások elköltöztek. Ugyancsak 1904-ben vált ki Nagyrunkból és alakult önálló községgé.
Határában 1903-ban tárták fel a grunyuluji vasércbányát, amely ma már nem üzemel. Lakói 1956-ban kezdtek el városra, főként Vajdahunyadra költözni. A családok többsége elhagyta, főként az öregek maradtak a faluban.
1850-ben 163, 2002-ben pedig 39 ortodox vallású román lakosa volt.

## Nevezetességek
- Egykori katonai rakétabázis (26 hektáron).
- A kötélpálya kapcsolóállomásának romja.

## Képek

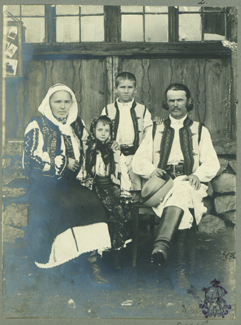
Vádudobri viseletek a 20. század elején (Adler Lipót felvételei)
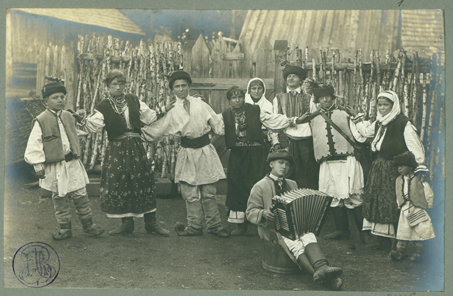
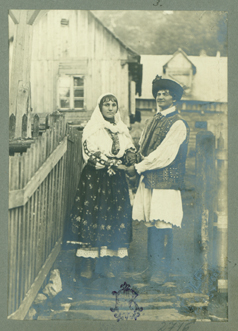